# 葛原親王
葛原親王（かずらわらしんのう）は、桓武天皇の皇子。官位は一品・大宰帥。桓武平氏の祖。

## 経歴
延暦17年（798年）異母兄弟の大伴皇子（後の淳和天皇）と共に元服。延暦22年（803年）四品・治部卿に叙任される。
延暦25年（806年）平城天皇の即位後まもなく大蔵卿に任ぜられ、弾正尹を経て、大同4年（809年）三品に任ぜられる。弘仁元年（810年）薬子の変に前後して式部卿に遷ると嵯峨朝ではこれを10年以上務め、弘仁3年（812年）大宰帥を兼ね、弘仁7年（816年）には二品に叙せられている。
弘仁14年（823年）淳和天皇の即位後に弾正尹に遷り、天長2年（825年）には息子を臣籍降下させ平朝臣姓を称することを上奏して許されている。天長7年（830年）式部卿に復し、翌天長8年（831年）には託基皇女以来80年ぶりに一品に叙せられている。こののちも、約20年の長きにわたって式部卿を務め、この間の承和2年（835年）に甲斐国巨麻郡（現在の山梨県南アルプス市）の牧であった「馬相野空閑地五百町」を与えられている。嘉祥3年（850年）文徳天皇の即位後に、再度大宰帥に任じられている。
仁寿3年（853年）6月4日薨去。享年68。最終官位は一品大宰帥。遺言により葬儀は質素なものとしたという。伝承の墓所と邸宅跡地が京都府乙訓郡大山崎町にある。
親王として諸官を歴任したが、特に式部卿については、弘仁元年（810年）に任官ののち、途中弘仁14年（823年）から天長7年（830年）の期間を除いて、嘉祥3年（850年）に大宰帥に転任するまでの33年間にわたってその職にあり、『六国史』の薨伝において「久在式部 諳職務 凡在旧典 莫不達練 挙朝重之」と親王自身が政務に熟達し、朝廷で重んじられていたことが記されている。

## 人物
幼少から俊秀として知られていた。史伝を精読しており、歴史上の成功あるいは失敗例をもって自らの戒めとしたという。恭しく慎み深い性格で、傲り高ぶるようなことがなかった。

## 官歴
『六国史』による。
- 延暦17年（798年） 4月17日：加冠
- 延暦22年（803年） 正月：四品。4月：治部卿
- 延暦25年（806年） 5月9日：大蔵卿
- 大同3年（808年） 正月：弾正尹
- 大同4年（809年） 9月1日：三品
- 弘仁元年（810年） 9月：式部卿
- 弘仁2年（811年） 10月5日：賜上野国利根郡長野牧
- 弘仁3年（812年） 正月12日：兼大宰帥
- 弘仁7年（816年） 正月7日：二品
- 弘仁14年（823年） 9月28日：中務卿兼大宰帥。9月29日：弾正尹、大宰帥如故
- 天長2年（825年） 7月6日：子息が臣籍降下（平朝臣姓）
- 天長7年（830年） 正月：兼常陸太守。6月4日：式部卿
- 天長8年（831年） 正月4日：一品
- 承和2年（835年） 4月2日：賜甲斐国巨麻郡馬相野空閑地500町
- 承和5年（838年） 正月13日：兼上野太守
- 承和11年（844年） 正月：兼常陸太守
- 嘉祥3年（850年） 5月17日：大宰帥

## 系譜
- 父：桓武天皇
- 母：多治比真宗（貞子） - 多治比長野の娘
- 妻：不明。神奈川県横浜市栄区に伝わる伝説では照玉姫（上臈塚を参照。[2][3]）
- 生母不詳の子女
  - 長男：高棟王（804年 - 867年） - 子孫は堂上家 5家
  - 次男：善棟王（? - 829年）
  - 男子：高見王という説があるが疑問視されている。もしくは高望王 - 子孫は武家平氏